# 呂朝瑞
吕朝瑞（1812年—？），字九霞，号辑侯，安徽省宁国府旌德县庙首镇人，清朝官員。
吕朝瑞為道光癸卯科举人，咸丰三年（1853年）癸丑科一甲第三名进士（探花），授职翰林院编修，历任上书房行走、国史馆纂修。京察一等，记名以府道用。同治二年（1863年），提督湖南学政，诰授奉政大夫。